# Pagellus affinis
Pagellus affinis är en fiskart som beskrevs av Boulenger, 1888. Pagellus affinis ingår i släktet Pagellus och familjen havsrudefiskar. Inga underarter finns listade i Catalogue of Life.